# We've Been Going About This All Wrong
We've Been Going About This All Wrong è il sesto album in studio della cantautrice statunitense Sharon Van Etten, pubblicato nel 2022.

## Tracce
Testi e musiche di Sharon Van Etten.
1. Darkness Fades – 4:34
2. Home to Me – 3:39
3. I'll Try – 3:08
4. Anything – 2:38
5. Born – 5:02
6. Headspace – 4:26
7. Come Back – 4:30
8. Darkish – 4:05
9. Mistakes – 3:59
10. Far Away – 3:19

Tracce Bonus Edizione Deluxe
1. Never Gonna Change – 3:39
2. Porta – 3:26
3. Used to It – 4:31
4. When I Die – 4:45

## Formazione
- Sharon Van Etten – voce, tastiera (3, 5–7, 9, 10), chitarra (1, 5, 8), batteria (2–5), sintetizzatore (1, 2), tamburello (1, 4), piano (2, 5), organo (5, 7)
- Jorge Balbi – batteria (1–3, 5–7, 9, 10), percussioni (6)
- Charley Damski – sintetizzatore (1–3, 5–7, 9, 10), chitarra (3–6, 9, 10), glockenspiel (1)
- Devin Hoff – chitarra (1–7, 9, 10)
- Jay Bellerose – batteria (2, 5, 7)
- Benji Lysaght – chitarra (2, 7)
- Zachary Dawes – chitarra (2, 5)
- Daniel Knowles – basso (1), percussioni (5)
- Owen Pallett – archi (5)
- Dave Palmer – piano (7)